# Лудия чужденец
„Лудия чужденец“ или „Гаджо Дило“ (на френски: Gadjo Dilo) е френски филм (трагикомедия, романтичен) от 1997 година на режисьора Тони Гатлиф.
Музиката във филма е композирана също от Т. Гатлиф, автори на сценария на филма са Т. Гатлиф, Жак Маигре и Китс Хилаире, оператор е Ерик Гуичард.
Филмът излиза на екран във Франция на 8 април 1998 г.